# Gálfalvi György
Gálfalvi György (Marosvásárhely, 1942. április 28. –) József Attila-díjas romániai magyar író, szerkesztő, Gálfalvi Zsolt öccse.

## Életpályája
Iskoláit szülővárosában a Bolyai Farkas Líceumban végezte, az Unirea-Egyesülés Líceumban érettségizett. Magyar irodalom szakot végzett Kolozsváron a Babeș–Bolyai Tudományegyetemen 1965-ben. A sajtóban először irodalmi kritikákkal jelentkezett.
1965 és 1970 között a Bukarestben megjelenő Ifjúmunkás szerkesztője. Ebben az időszakban vált a lap a riport és publicisztika egyik megújító műhelyévé.
1970-től a marosvásárhelyi Igaz Szó című irodalmi folyóirat munkatársa. Az Igaz Szót 1989. december 23-án Látónak keresztelték át, itt dolgozott nyugdíjazásáig, 2008-ig. 1991 júniusáig felelős titkár, 1993 januárjáig főszerkesztő helyettes, 1993 januárjától megbízott főszerkesztő, 2005-től kinevezett főszerkesztő volt..
A Látó Irodalmi Színpadán tizenhét éven keresztül 121 esten mutatta be a marosvásárhelyi közönségnek a magyar irodalom legnevesebb alkotóit, folyóiratait, kiadóit.
1990–2005 között a Romániai Írószövetség Választmányának tagja, 1995-2006 között  a Magyar Írószövetség Választmányának tagja, 1991-től a Lakitelek Alapítvány kurátora, 1992-től a Népfőiskolai Alapítvány kurátora, 1995-től 2010-ig a Hungária Televízió Közalapítvány kurátora, 1995-től az Erdély Magyar Irodalmáért Alapítvány elnökségének tagja. A Hévízi Csokonai Vitéz Mihály Társaság elnökségi tagja, 2014-től a díszelnökség tagja.
Önálló kötetei mellett szerepel antológiákban, jelen van írással a Túlélő képekben (Kántor László, 1989, 2009), Kaiser Ottó fotóművész Határtalan irodalom című portrékötetében (2006), Paulovics László íróportréiban (2011). Szerkesztette és előszót írt többek között Bözödi György Halottvilágítás című kötetéhez, Jakabos Ödön Indiai útinaplójához.

## Kötetei
- Szülőföldön, világszélen. Riportok; Kriterion, Bukarest, 1974 (Forrás)
- Marad a láz? 11 interjú; Kriterion, Bukarest, 1977
- Találkozásaink. Irodalmi publicisztika; Kriterion, Bucureşti, 1989
- Egy áruló monológja. Monológok, párbeszédek, naplójegyzetek; Antológia, Lakitelek, 2000
- Készülő emlékiratából (Kacagásaink)  a Látó, a Korunk, a Székelyföld és a Bárka közölt részleteket
- Kacagásaink. Emlékiratok; Holnap Kulturális Egyesület–Noran Libro, Nagyvárad–Bp., 2016 ISBN 9786155513824
- Beszélgetéseink. Emlékirat interjúkban elbeszélve; Antológia, Lakitelek, 2017
- Világszélen. Helyzetjelentések; Bookart, Csíkszereda, 2020
- Szárnyas malomköveink; Bookart, Csíkszereda, 2022

## Díjai, kitüntetései, elismerései
- A KISZ Irodalmi Díja (1974)
- Csokonai-díj (1996)
- Arany János-jutalom (1997)
- Kölcsey-díj (2002)
- Szabó Zoltán díj (2002)
- A Tokaji Írótábor Hordódíja (2005)
- A Magyar Köztársasági Érdemrend lovagkeresztje (2007)
- Kisebbségekért Díj (2008)
- EMIA-díj (2012)
- A Magyar Érdemrend tisztikeresztje (2012)
- József Attila-díj (2015)

## További irodalom
- Cseke Péter: A cselekvés költészete. A Hét 1974/45.
- Annus József: Szülőföldön, világszélen. Tiszatáj, Szeged 1974/11.
- Beke György: A sorsvállalás riportjai. Utunk 1974/50.
- Ruffy Péter: Az erdélyi riport. Magyar Nemzet, Bp. 1975. jan. 1.
- Kiss Gy. Csaba: Szülőföldön, világszélen. Kritika, Bp. 1975/6.
- Gál Sándor: Marad a láz? Hét, Pozsony 1977/24.
- Huszár Sándor: Egy forrásból hány patak lesz? A Hét 1978/13; újraközölve: Sorsom emlékezete, 1982. 296–305.
- Görömbei András: Marad a láz? Népszabadság, Bp. 1978. márc. 25.
- Szilágyi Júlia: Egy mítosz 12 arca. Igaz Szó 1978/12.
- Pálffy G. István: A nemzedéképítés esélyei. Alföld, Debrecen 1979/8.
- Bodor Pál: Szélmalomjáték. 1983. 191–200.
- Márkus Béla: Magányos portyázók, szabadcsapatból (Gálfalvi György: Marad a láz?) in: Márkus Béla: Magányos portyázók.  Budapest, Szépirodalmi Kiadó, 1989. 190-203 o.
- Gellért Kis Gábor: Az áruló szeretete.  Népszava, 2000. jún.14.
- Pályám emlékezete. Számolok a kiszámíthatatlansággal. Ferenczes István beszélgetése Gálfalvi Györggyel. Székelyföld, 2012. április
- Cseke Péter: Egy műfaj „hadtörténetéről” avagy a hetvenéves Gálfalvi Györgyről.  Helikon 2012. 8. sz. (április 25.)
- Láng Orsolya: Beszélgetés a 70 éves Gálfalvi Györggyel. „mindig közel engedtem magamhoz a kételyt”. Helikon 2012. 8. sz. (április 25)
- Gáspár György: „... azzá legyünk, akik lehetnénk”  Beszélgetés Gálfalvi Györggyel.  Bárka, 2013. 2. sz.